# HMS Ambuscade (D38)
«Емб'юскейд» (D38) (англ. HMS Ambuscade (D38) — військовий корабель, єдиний експериментальний ескадрений міноносець свого типу Королівського військово-морського флоту Великої Британії за часів Другої світової війни.
«Емб'юскейд» був результатом змагань за умовами Британського адміралтейства за здобуття права будувати ескадрені міноносці після завершення Першої світової війни. Замовлення на розробку прототипів виграли суднобудівельні компанії «Торнікрофт» і «Ярроу». «Емб'юскейд» був закладений 8 грудня 1924 року на верфі компанії «Ярроу» у Скотстоні, Глазго. 15 січня 1926 року він був спущений на воду, а 9 квітня 1927 року увійшов до складу Королівських ВМС Великої Британії.

## Історія проєкту
Із завершенням Першої світової війни, усі країни світу тривалий час не приділяли значної уваги будівництву нових кораблів, флоти держав мали надлишок бойових кораблів і головним болем для адміралів стало, як краще врегулювати цю проблему. Не минуло це питання і британське адміралтейство.
До проєктування та будівництва нових есмінців повернулися тільки в 1924 році, замовивши 2 дослідних кораблі, на підставі результатів їх випробувань планувалося уточнити елементи майбутніх серійних есмінців британського флоту. Розміщенню замовлення передували теоретичні дослідження на досвіді Першої світової війни, з метою вироблення вимог, що пред'являються до кораблів цього класу. Розробку проєктів експериментальних кораблів доручили приватним верфям, повідомивши їм ті тактико-технічні вимоги, якими повинні були володіти ці кораблі. За умови виставлялось обов'язкове виконання низки параметрів за складом озброєння, швидкості ходу, мореплавства і населеності. При тому ж озброєнні, що і на кораблях типу «Модифікований W», експериментальні есмінці мали перевищувати по повному ходу на два-три вузли (37 проти 34-35), мати велику висоту надводного борту (2,6 проти 1,9 м) і просторіший суцільнометалевий місток.
Серед усіх учасників змагань за право будувати майбутні ескадрені міноносці, замовлення на розробку прототипів виграли суднобудівельні компанії «Торнікрофт» і «Ярроу», визнані світові лідери в галузі будівництва есмінців. Фірмам була надана повна свобода в проєктуванні.
Компанія «Торнікрофт» запропонувала щонайменше чотири проєкти корабля, два з яких мали довжину корпусу 94 м, а два інших — 93 м, з силовими установками потужністю від 28 000 до 33 000 к.с. (21 000 — 25 000 кВт). Два останніх варіанти були запропоновані на розгляд комісії Адміралтейства для проведення конкурсу. До фінальної частини випробувань вийшов прототип «B».
Головні механізми складалися з турбін високого тиску і крейсерського ходу фірми «Браун Кертіс»; низького тиску — фірми «Парсонс». На цих кораблях стояли котли «Ярроу» трикутного типу. Всі надбудови виконали зі сталі. Турбіни крейсерського і заднього ходу були спроєктовані в окремих корпусах. Якщо ТЗА есмінців практично не розрізнялися між собою, то виконання котлів «Амазона» і «Емб'юскейда» мало ряд індивідуальних відмінностей. Інженери «Ярроу» у своєму проєкті пішли на підвищення тиску пара до 21 кг/см² (у старих типу «W» — тиск 17,5 кг/см²), в той час, як «Торнікрофт», не підвищуючи тиску, застосував перегрів пара. Загальне розташування житлових приміщень значно покращилось, і було пристосоване до збільшеного радіуса дії й плавання в тропіках. Обидва кораблі включили до кораблебудівної програми 1924-25 років. Вартість прототипів становила для «Амазон» — 319 400 £, «Емб'юскейд» — 326 600 £.
Прототипи виявилися успішними і були досить схожі за своїми елементам, «Ярроу» зміг вирішити поставлене завдання, вклавшися в меншу водотоннажність, і, завдяки цьому, обійшовся енергетичною установкою меншої потужності. «Амазон» «Торнікрофта» при більшій на 200 тонн водотоннажності виявився дешевшим за суперника майже на 8 000 фунтів стерлінгів. До того ж завдяки великим розмірам він злегка вигравав у мореплавстві. На шестигодинних випробуваннях обидва кораблі перевершили обумовлену контрактом швидкість. Врешті-решт Адміралтейство визнало переможцем у змаганні проєкт «Торнікрофта».
За результатами випробувань британські адмірали були настільки задоволені новою моделлю есмінця «Амазон», що той був визнаним як зразок для есмінців, що будувалися за програмою 1927 року.
«Емб'юскейд» залишився у складі британського флоту в одному екземплярі. За декілька років на його основі на замовлення ВМС Португалії був розроблений тип есмінців «Доуро». Перша партія замовлення надійшла в 1932 році, й вони поставлялися до Лісабона з 1933, де служили аж до 1967 року. Два кораблі цього типу були продані колумбійським ВМС і взяли участь у Перуансько-колумбійській війні.

## Історія
У довоєнний час «Емб'юскейд» входив до Атлантичного флоту Британських ВМС і з 1927 до 1939 року інтенсивно досліджувався британськими морськими фахівцями і переважну частину своєї служби проводив у всілякого роду випробуваннях та походах. Часто виходив у походи разом зі своїм конкурентом «Амазоном».

### Початок війни
На початок Другої світової війни есмінець перебував у плановому ремонті, який тривав з серпня 1939 до травня 1940 року. 27 травня 1940 року повернувся до лав Королівського флоту, включений до 16-ї флотилії есмінців в Гаріджі. У червні перейшов до Портленда. 8 червня 1940 року перервав заплановані ходові випробування та раптом підключений до групи кораблів, що діяли за планом операції «Сайкл» — евакуації союзних військ з Гавра. 10 червня він вивіз з французького берега підрозділи 51-ї гірської дивізії британської армії, але внаслідок вогню противника зазнав серйозних пошкоджень. На шляху до ВМБ зустрів пошкоджений та знерухомлений ударами авіації Люфтваффе британський есмінець «Боудісіа». «Емб'юскейд» узяв товариша на буксир та доставив у пункт призначення. Незважаючи на пошкодження продовжував брати участь в евакуації військ.
Надалі діяв у північних водах Британських островів, регулярно входив до складу конвоїв, що курсували між Клайдом та Ісландією. З вересня до листопада 1940 року на плановому ремонті.

### 1941—1945
З початку 1941 року продовжував виконувати завдання з ескорту суден, що прямували до Ісландії. Часто перебував на ремонті через застарілість корабля. 26 березня 1942 року вийшов разом з есмінцями «Беверлі», «Річмонд» та «Блискавиця» супроводжувати конвой PQ 14 під час переходу транспортних суден до Рейк'явіка.
Надалі вже практично не використовувався як бойова одиниця британського флоту, зрідка залучався до другорядних завдань. У листопаді 1944 року переведений до Середземноморського флоту, але пробув недовгий час і у грудні повернувся до Клайда.

### Післявоєнний час
У 1946 році був визначеним дослідним кораблем для випробування впливу вибухів, потім переданий на злам. 23 листопада 1946 проданий на металобрухт, у березні 1947 року розпочати роботи з розбирання.